# Jenica Atwin
Jenica Atwin, née le 10 janvier 1987 à Oromocto, est une femme politique canadienne.
Elle représente la circonscription de Fredericton à la Chambre des communes du Canada de l'élection fédérale canadienne de 2019 à 2025. 
Elle est la première députée du Parti vert du Canada à être élue à l'extérieur de la Colombie-Britannique et la première femme à être élue dans la circonscription de Fredericton,. 
En juin 2021, au milieu d'une querelle chez les verts au sujet du conflit israélo-palestinien, elle décide de se joindre au Parti libéral.

## Biographie
Atwin est née au Nouveau-Brunswick et a grandi à Oromocto, Nouveau-Brunswick. Son beau-père, Ron Tremblay, est le grand chef du Conseil Malécite. Avant l'élection, elle était consultante en éducation et chercheuse dans un centre d'éducation destiné aux membres de Premières Nations. Pendant cette période où elle occupait un poste de coordinatrice à la transition culturelle, elle a contribué notamment à l'organisation d'un rassemblement pour jeunes issus de Premières Nations. Elle est titulaire d'une maîtrise en éducation de l'Université du Nouveau-Brunswick. 
Jenica Atwin est mariée à Chris Atwin, un conseiller au village d'Oromocto, et le couple a deux fils.
Elle est aussi joueuse de poker, terminant sixième place dans un tournoi pour femmes tenu en Louisiane en 2010.
Avant d'être élue députée fédérale, elle a été la candidate du Parti vert aux élections générales néo-brunswickoises de 2018 dans la circonscription de New Maryland—Sunbury, où elle a reçu 902 voix.